# Revolta do Vintém (Rio de Janeiro)
A Revolta do Vintém foi um protesto ocorrido entre 28 de dezembro de 1879 e 4 de janeiro de 1880 (ver Septênio Liberal), nas ruas do Rio de Janeiro, capital do império brasileiro, contra a criação de um tributo de vinte réis, ou seja, um vintém, sobre as passagens dos bondes e trens, instituída pelo ministro da fazenda do Gabinete Sinimbu, Afonso Celso de Assis Figueiredo, futuro Visconde de Ouro Preto (Lei do Orçamento, 31/10/1879). Aos gritos de "Fora o vintém" a população espancou os condutores, esfaqueou os burros, virou os bondes e arrancou os trilhos ao longo da Rua Uruguaiana. O valor aproximado em reais, seria de menos de vinte centavos na moeda que atualmente vigora no país, o que na época poderia render em torno de 139 gramas de açúcar e 29 gramas de banha, pouco significativo, mas relevante quando considerado que os usuários desse serviço público eram de baixa renda.
A estatística de feridos e mortos não é precisa, estima-se que houve no mínimo 3 mortes. Desgastado, o gabinete caiu, tendo o novo gabinete revogado o tributo.
No final de 1879, a cidade do Rio de Janeiro, então capital do Brasil Imperial, assistiu a deflagração de uma revolta de caráter eminentemente popular. Um levante de aproximadamente cinco mil manifestantes se colocou em frente o campo de São Cristóvão, sede do palácio imperial, para exigir a diminuição da taxa de vinte réis (um vintém) cobrados sobre o transporte público feito pelos bondes de tração animal que serviam a população.
Contidos pelas autoridades policiais, os revoltosos esperavam uma resposta de um dos principais líderes daquele protesto: o jornalista Lopes Trovão. O imperador, que prometia abrir negociação para resolver a contenda, teve seu pedido negado pelo jornalista republicano que adotou uma nova estratégia. Lançando seus argumentos no jornal Gazeta da Noite, Lopes Trovão convocava a população carioca a reagir com violência contra a medida imperial.
No primeiro dia do ano seguinte, data em que o valor seria oficializado, novos levantes seriam organizados pelos populares simpatizantes à causa. Mais uma vez incitados por Lopes Trovão, uma massa de revoltosos se dirigiu até o Largo de São Francisco, local de partida e chegada da maioria dos bondes. A presença de autoridades policiais só aumentou o clima de tensão instaurado. Impacientes, os revoltosos começaram a gritar “fora o vintém”, esfaquear mulas e espancar os condutores dos bondes.

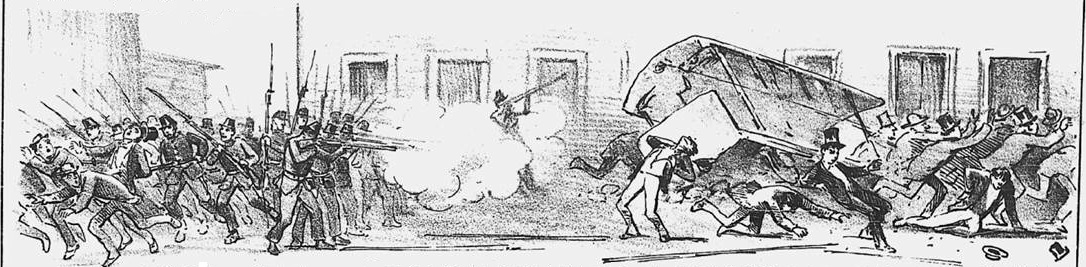
Revolta do Vintém (Angelo Agostini).

Os policiais, sem condições de fazer oposição ao protesto, logo pediram o auxílio das autoridades do Exército. A chegada das tropas exaltou ainda mais os ânimos da multidão, que passou a lançar pedras contra a cavalaria oficial. Ameaçados pela turba, os oficiais abriram fogo contra a multidão. Em pouco tempo, a saraivada de tiros dispersou os manifestantes a custa de uma dezena de mortos e feridos. Passado o calor dos acontecimentos, o motim popular foi completamente desarticulado nos dias posteriores.
Parte dos oficiais de baixa patente do Exército se solidarizaram com os revoltosos. Eles passaram informações aos republicanos sobre um depósito de armas em uma fortificação no Rio de Janeiro, e prometeram retardar a ação do Exército até que eles conseguissem botar mãos nas armas. Não se sabe o desfecho do plano.
O alvoroço trazido pelo episódio trágico forçou as autoridades e companhias de bonde a anularem o reajuste do transporte. Na verdade, essa medida de reajuste era um reflexo das medidas orçamentárias tomadas pelo governo mediante a recessão econômica experimentada no ano de 1877. Nesse sentido, a cobrança do vintém atingia em cheio o bolso de setores médios e baixos da população do Rio de Janeiro. Mesmo não sendo uma revolta de caráter republicano, a Revolta do Vintém foi um indício das mudanças sociais, políticas e econômicas dos finais do governo de Dom Pedro II.

## Atualidade
A Revolta do Vintém foi comparada pelo jornal The New York Times aos protestos contra o aumento das tarifas de transporte público no Brasil em 2013 (também chamada de revolta do vinagre ou revolta dos vinte centavos) contra o reajuste dos preços das passagens dos ônibus municipais, do metrô e dos trens urbanos de R$ 3,00 para R$ 3,20.